# Good Hope (Botswana)
Good Hope è un villaggio del Botswana situato nel distretto Meridionale, sottodistretto di Barolong. Il villaggio, secondo il censimento del 2011, conta 6.362 abitanti.